# F 18 (sous-marin)
Pour les articles homonymes, voir F18.
Le F 18 est un sous-marin italien de la classe F, lancé pendant la Première Guerre mondiale et en service dans la Regia Marina.

## Caractéristiques
La classe F déplaçait 260 tonnes en surface et 320 tonnes en immersion. Les sous-marins mesuraient 46,63 mètres de long, avaient une largeur de 4,22 mètres et un tirant d'eau de 2,62 mètres. Ils avaient une profondeur de plongée opérationnelle de 40 mètres. Leur équipage comptait 2 officiers et 24 sous-officiers et marins.
Pour la navigation de surface, les sous-marins étaient propulsés par deux moteurs diesel FIAT de 325 chevaux-vapeur (cv) (239 kW) chacun entraînant deux arbres d'hélices. En immersion, chaque hélice était entraînée par un moteur électrique Savigliano de 250 chevaux-vapeur (184 kW). Ils pouvaient atteindre 12,3 nœuds (22,8 km/h) en surface et 8 nœuds (14,8 km/h) sous l'eau. En surface, la classe F avait une autonomie de 1 200 milles nautiques (2 222 km) à 9,3 noeuds (17,22 km/h); en immersion, elle avait une autonomie de 139 milles nautiques (257 km) à 1,5 noeuds (2,77 km/h).
Les sous-marins étaient armés de 2 tubes lance-torpilles à l'avant (proue) de 45 centimètres, pour lesquels ils transportaient un total de 4 torpilles. Sur le pont arrière se trouvait 1 canon antiaérien Armstrong de 76/30 mm pour l'attaque en surface. Ils étaient également équipés d'une mitrailleuse Colt de 6,5 mm.

## Construction et mise en service
Le F 18 est construit par le chantier naval Odero (Chantier naval Odero) de Sestri Ponente en Italie, et mis sur cale le 7 octobre 1915. Il est lancé le 15 mai 1917 et est achevé et mis en service le 27 juillet 1917. Il est commissionné le même jour dans la Regia Marina.

## Historique
En octobre 1917, le F 18 rejoint, sous le commandement du lieutenant de vaisseau (tenente di vascello ) Guido Vianello, l'escadron de sous-marins d'Ancône.
Il a effectué 6 missions de guerre dans les eaux côtières ennemies.
Le 15 juillet 1918, alors qu'il est en mission au large de Punta Planka (Dalmatie), le F 18 attaque d'abord un grand remorqueur naviguant à quelques miles de Zaline, et, la nuit, il attaque également un torpilleur austro-hongrois: les torpilles défectueuses l'empêchent de frapper au but. Le 16 juillet, le sous-marin lance une autre torpille contre un navire marchand, mais la torpille, également défectueuse, dévie de sa trajectoire en allant exploser contre le rivage.
De 1918 à 1922, le F 18 reste sous le contrôle du Commandement maritime de Venise; puis il passe à l'Escadron de sous-marins de Brindisi.
En 1923, il participe au débarquement italien sur Corfou, lors de la crise italo-grecque qui a touché l'île.
Il travaille ensuite pour la formation et l'entraînement de l'équipage et participe à des exercices militaires, des concours d'attaque et de lancement de torpilles.
Désarmé le 1er novembre 1928, il est déclassé et radié deux ans plus tard le 1er octobre 1930, puis mis au rebut.